# Våler i Hedmark
Våler i Hedmark é uma comuna da Noruega com 704 km² de área e 3 906 habitantes (censo de 2004).